# Construction Grammar
In linguistica, la grammatica delle costruzioni (spesso abbreviata CxG per l'inglese Construction Grammar) è una famiglia di teorie sociobiologiche nel campo della linguistica cognitiva ed evolutiva. Questi affermano che il linguaggio umano sia costituito da costruzioni o da appaiati abbinamenti di forme linguistiche con funzioni o significati. Le costruzioni corrispondono a replicatori o meme in memetica e altre teorie dei replicatori culturali.
Il termine "costruzione" sostituisce un certo numero di concetti dalla linguistica, tra cui parole (bicicletta, karaoke), morfemi (anti-, -mente), espressioni fisse e modi di dire (un pezzo di pane, a buon intenditor, poche parole) e regole grammaticali astratte come la diatesi passiva (il gatto è stato investito da un'auto) e così via. Qualsiasi modello linguistico è considerato una costruzione fintanto che non è possibile prevedere alcuni aspetti della sua forma o del suo significato dalle sue parti componenti o da altre costruzioni riconosciute come esistenti. Nella grammatica delle costruzioni, ogni espressione è intesa come una combinazione di più costruzioni diverse, che insieme ne specificano il significato e la forma precisi.
I sostenitori della grammatica della costruzione sostengono che la lingua e la cultura non sono progettate dalle persone, ma "emergenti" o costruite automaticamente in un processo che è paragonato alla selezione naturale nelle specie; o la formazione di costruzioni naturali come nidi di insetti sociali. La grammatica delle costruzioni è associata a concetti della linguistica cognitiva che mirano a dimostrare in vari modi perché il comportamento umano razionale e creativo sia automatico e non pianificato.

## Modelli
- Berkeley Construction Grammar
- Sign Based Construction Grammar
- Goldbergian/Lakovian construction grammar
- Cognitive grammar
- Radical construction grammar
- Embodied construction grammar
- Fluid construction grammar

## Critica
Esa Itkonen, che difende la linguistica umanistica e si oppone alla linguistica darwiniana, mette in dubbio l'originalità dell'opera di Adele Goldberg, Michael Tomasello, Gilles Fauconnier, William Croft e George Lakoff. Secondo Itkonen, i grammatici delle costruzioni hanno preso le vecchie idee in linguistica aggiungendo solo alcune false affermazioni. Ad esempio, il tipo di costruzione e la fusione concettuale corrispondono rispettivamente all'analogia e al 'blend' nelle opere di William Dwight Whitney, Leonard Bloomfield, Charles Hockett e altri.
D'altro canto, l'affermazione fatta dai grammatici delle costruzioni, secondo cui la loro ricerca rappresenta una continuazione della linguistica saussurea, è stata considerata fuorviante. La filologa tedesca Elisabeth Leiss considera la grammatica della costruzione come un regresso, collegandola al darwinismo sociale del XIX secolo di August Schleicher.